# دوبوتامين
الدوبوتامين (بالإنجليزية: Dobutamine)‏ هو دواء يستخدم في علاج الصدمة القلبية وفشل القلب الحاد، يمكن استخدامه أيضًا في أنواع معينة من اختبارات إجهاد القلب يتم إعطاؤه عن طريق حقنه داخل الوريد أو داخل العظم كتسريب مستمر. ويتم تعديل كمية الدواء حسب التأثير المطلوب، وتظهر تأثيراته بشكل عام في غضون دقيقتين. تم تصنيعه في البداية من مركب إيزوبرينالين.
تشمل الآثار الجانبية الشائعة سرعة دقات القلب وعدم انتظام ضربات القلب والتهاب في موقع الحقن، لا ينصح باستخدامه لمن يعانون من اعتلال عضلة القلب الضخامي مجهول السبب، يعمل الدوبوتامين على التحفيز المباشر لمستقبلات البيتا 1 بشكل أساسي، مما يزيد من قوة تقلصات القلب، وله تأثير ضئيل على معدل ضربات القلب بشكل عام.
وافقت الولايات المتحدة على الاستخدام الطبي لدوبوتامين الطبي في عام 1978، وهو متوفر كدواء مكافئ، ويُكلف في المملكة المتحدة حوالي 2 جنيه لكل قارورة (2018)،

## الاستخدامات الطبية
يستخدم الدوبوتامين لعلاج قصور القلب الحاد القابل للعكس، مثل الذي يحدث أثناء جراحة القلب أو في حالات الصدمة الإنتانية أو القلبية، على أساس تأثيره الإيجابي في التقلص العضلي.
يمكن استخدام الدوبوتامين في حالات قصور القلب الاحتقاني لزيادة النتاج القلبي. يستخدم الدوبوتامين عندما يكون العلاج بالحقن ضروريًا لدعم مؤثر في التقلص العضلي في العلاج قصير الأمد للمرضى الذين يعانون من انهيار المعاوضة القلبية بسبب الانقباض المنخفض، والذي يمكن أن يكون نتيجة لمرض عضوي في القلب أو إجراءات جراحية في القلب. الجرعات العالية ليست مفيدة مع تاريخ الإصابة بأمراض القلب الإقفارية الحديثة لأنها تزيد من معدل ضربات القلب وبالتالي تزيد من طلب الأكسجين في عضلة القلب.

## الآثار الجانبية
تشمل الآثار الجانبية الأولية تلك التي تُلاحظ عادةً بالنسبة لمحاكيات الودي النشطة β1، مثل ارتفاع ضغط الدم والذبحة الصدرية وعدم انتظام ضربات القلب وتسرع ضربات القلب. يستخدم بحذر في الرجفان الأذيني لأنه يؤدي إلى زيادة التوصيل الأذيني البطيني (AV).
أخطر الآثار الجانبية للدوبوتامين تتمثل في زيادة مخاطر عدم انتظام ضربات القلب، بما في ذلك عدم انتظام ضربات القلب المميت.